# Helophis schoutedeni
Helophis schoutedeni (сонячний вуж Шутедена) — вид змій родини полозових (Colubridae). Мешкає в Західній Африці. Вид названий на честь бельгійського зоолога Анрі Шутедена. Це єдиний представник монотипового роду Helophis.

## Поширення й екологія
Сонячні вужі Шутедена мешкають у Демократичній Республіці Конго й Республіці Конго. Вони живуть у заболочених лісах у заплавах Конго та її приток. Ведуть напівводний спосіб життя.

## Збереження
МСОП класифікує цей вид як вразливий. Helophis schoutedeni загрожує рибальство: цей вид часто потрапляє в сітки рибалкам.